# Natouch Siripongthon
Natouch Siripongthon (tiếng Thái: ณธัช ศิริพงษ์ธร), còn gọi là Fluke, là diễn viên Thái Lan. Anh được biết đến với các vai diễn trong Grean Fictions (2013), My Bromance (2014), và Until We Meet Again (sợi chỉ đỏ) (2019). Between us (dây dầu gai) (2022)

## Tiểu sử và giáo dục
Natouch Siripongthon sinh ngày 1 tháng 6 năm 1996. Anh tốt nghiệp cử nhân khoa nghệ thuật Đại học Dhurakijpundit. Hiện tại anh đang học thạc sĩ tại đại học Đại học Chulalongkorn.

## Sự nghiệp
Vai diễn đầu tiên của anh là bộ phim Grean Fictions, được phát hành vào năm 2013 và quay tại Chiang Mai. Nối tiếp sự thành công với Grean Fictions, anh thủ vai chính trong bộ phim My Bromance vào năm 2014, trong vai một chàng trai trẻ và là người yêu của con cha dượng. Nhận được nhiều đánh giá tích cực từ những bộ phim, Fluke trở thành diễn viên Thái trẻ được biết đến nhiều ở nước ngoài. Vào năm 2015, Fluke đóng Red Wine In The Dark Night của Tanwarin Sukkhapisit trong vai chàng trai trẻ và một ma cà rồng mất trí nhớ. Sau đó anh đóng vai Pharm trong Until We Meet Again, Lưu trữ ngày 15 tháng 8 năm 2021 tại Wayback Machine phát hành năm 2019 dựa trên tác phẩm The Red Thread của Lazy Sheep.

## Điện ảnh

### Phim
| Năm  | Tiêu đề                    | Vai trò | Ghi chú   |
| ---- | -------------------------- | ------- | --------- |
| 2013 | Grean Fictions             | Pang    | Vai phụ   |
| 2013 | 3 A.M. Part 2              | Kamod   | Vai phụ   |
| 2014 | My Bromance                | Bank    | Vai chính |
| 2014 | Change                     | Champ   | Vai chính |
| 2015 | FEEL GOOD                  | NewNew  | Vai chính |
| 2015 | Red Wine In The Dark Night | Wine    | Vai chính |
| 2015 | Ghost Ship                 | Yorla   | Vai chính |
| 2019 | Until We Meet Again        | Pharm   | Vai chính |
| 2020 | My Bromance: 5 Years Later | Bank    | Vai chính |
| TBA  | Thesis                     | Nawa    | Vai chính |

|  |  |  |  |
|  |  |  |  |
|  |  |  |  |

### Truyền hình
| Năm  | Tiêu đề               | Vai trò                  | Ghi chú   | Kênh      |
| ---- | --------------------- | ------------------------ | --------- | --------- |
| 2015 | Nong Mai Rai Borisut  | Fong                     | Khách mời | Channel 3 |
| 2015 | LOL                   | Chacha                   | Vai phụ   | True4U    |
| 2015 | Crazy Love            | —                        | Vai chính | —         |
| 2015 | Part of Love          | Ayang                    | Vai chính | Channel 9 |
| 2017 | Sai Lub Jub Abb       | Yibun (học trò của Plar) | Vai phụ   | Channel 3 |
| 2019 | Wai Sab Saraek Kad 2  | Anne                     | Vai phụ   | Channel 3 |
| 2019 | Until We Meet Again   | Pharm                    | Vai chính | LINE TV   |
| 2019 | Blacklist             | Nattee                   | Khách mời | GMMTV     |
| 2020 | Daughters             | Yok                      | Vai chính | PPTV      |
| 2020 | Poot Ratikarn         | Namnuea                  | Vai phụ   | Channel 8 |
| 2021 | Close Friend Season 1 | Typhoon (tập 1)          | Vai chính | Viu       |
| 2022 | Close Friend Season 2 | Typhoon                  | Vai chính | Viu       |
| 2022 | Oh! My Sunshine Night | Sun                      | Vai chính | AIS Play  |
| TBA  | 609 Bedtime Story     | Dew                      | Vai chính | WeTV      |

### MC
| Năm          | Kênh                                    | Ref.  |
| ------------ | --------------------------------------- | ----- |
| 2020–present | YouTube channel: FLUKE NATOUCH OFFICIAL | [ 6 ] |

## Danh sách đĩa nhạc
| Năm  | Ca khúc            | Ghi chú                                                                                              | Ref.   |
| ---- | ------------------ | --- | ------ |
| 2020 | เราจะกลับมาพบกันเสมอ | Cùng với Thitiwat Ritprasert Until We Meet Again OST.                                                | [ 7 ]  |
| 2020 | เก็บ (Hidden)       | | [ 8 ]  |
| 2021 | ยืนหนึ่ง              | Cùng với PMCปู่จ๋าน ลองไมค์ X Thitiwat Ritprasert                                                        | [ 9 ]  |
| 2022 | อีกนานมั้ย (How Long) | Cùng với Thitiwat Ritprasert, Warodom Khemmonta, & Panuwat Kerdthongtavee Close Friend โคตรแฟน 2 OST | [ 10 ] |

## Giải thưởng và đề cử
| Năm  | Giải thưởng             | Thể loại                                           | Đề cử               | Kết quả   |
| ---- | ----------------------- | -------------------------------------------------- | ------------------- | --------- |
| 2021 | FEVER AWARDS 2020       | Cặp đôi của năm (cùng với Thitiwat Ritprasert)     | —                   | Đoạt giải |
| 2021 | 2021 Line TV Awards     | Cảnh phim hay nhất                                 | Until We Meet Again | Đề cử     |
| 2021 | 2021 Line TV Awards     | Cảnh hôn xuất sắc                                  | Until We Meet Again | Đề cử     |
| 2021 | 2021 Line TV Awards     | Cặp đôi xuất sắc (cùng với Thitiwat Ritprasert)    | Until We Meet Again | Đề cử     |
| 2021 | Siam Series Awards 2021 | Cặp đôi tưởng tượng (cùng với Thitiwat Ritprasert) | —                   | Đoạt giải |
| 2022 | FEVER AWARDS 2021       | Cặp đôi tưởng tượng (cùng với Thitiwat Ritprasert) | —                   | Đoạt giải |